# Fra jordhytte til glashus
Fra jordhytte til glashus er en dansk dokumentarfilm fra 1952, der er produceret af Nationalmuseet.

## Handling
Denne artikel mangler et handlingsreferat. Hjælp os med at skrive det.